# Azjatycki Puchar Challenge IIHF 2014
7. Azjatycki Puchar Challenge IIHF 2014 organizowane przez IIHF odbyły się w Zjednoczonych Emiratach Arabskich (Abu Zabi) oraz w Kirgistanie (Biszkek). Od tego roku wprowadzono system grupowy podobny do Mistrzostw Świata w Hokeju na Lodzie. Najgorsza drużyna wyższej dywizji, tj. Top dywizji, spada do I dywizji. W przeciwną stronę przenosi się najlepsza drużyna pierwszej dywizji. Turniej top dywizji odbędzie się w dniach 16–22 marca, zaś turniej pierwszej dywizji odbył się w dniach 24 lutego - 2 marca.

## Top dywizja
| Lp. | Drużyna         |
| --- | --------------- |
|     | Chińskie Tajpej |
|     | ZEA             |
|     | Mongolia        |
| 4   | Tajlandia       |
| 5   | Hongkong        |
| 6   | Kuwejt          |

W turnieju top dywizji uczestniczyło sześć zespołów. Rozegrano w sumie 15 spotkań w ramach fazy grupowej systemem kołowym. Wyniki tej fazy decydowały o końcowym klasyfikacji turnieju. Najgorsza drużyna została relegowana do pierwszej dywizji w roku 2015.
Mistrzem została reprezentacja Chińskiego Tajpej, która jako pierwsza w historii obroniła tytuł mistrzowski. Na drugim miejscu podium stanęła drużyna Zjednoczonych Emiratów Arabskich, za gospodarzami turnieju, na trzecim miejscu podium uplasowała się Mongolia, która powtórzyła sukces sprzed roku.
W trójce najlepszych zawodników na każdej pozycji według dyrektoriatu zawodów znaleźli się: bramkarz gospodarzy Khaled Al Suwaidi oraz reprezentanci Chińskiego Tajpej: wśród obrońców Yen-Lin Shen oraz wśród napastników To Weng.

## Pierwsza dywizja
| Lp. | Drużyna   |
| --- | --------- |
| 1   | Makau     |
| 2   | Kirgistan |
| 3   | Singapur  |
| 4   | Indie     |

W turnieju pierwszej dywizji uczestniczyło cztery zespoły. Najpierw wszystkie drużyny uczestniczyły w fazie grupowej systemem kołowym. Wyniki tej fazy decydowały o rozstawieniu drużyn w fazie pucharowej. Faza pucharowa składała się z dwóch rund: półfinałów oraz z meczów o konkretne miejsca. Zwycięzca fazy pucharowej uzyskał awans do top dywizji w roku 2015.
Gospodarze turnieju – Kirgistan zainaugurował swoje starty w Azjatycki Puchar Challenge IIHF, jest to również pierwszy turniej organizowany przez IIHF tej reprezentacji. Turniej odbył się w Biszkeku w hali Gorodskoi Katok, która może pomieścić 750 widzów.
Najskuteczniejszym zawodnikiem turnieju został reprezentant Kirgistanu - Kanaibek Omurbekov, który w pięciu spotkaniach zdobył dziesięć punktów. 8 bramek, które zdobył pozwoliły mu został również królem strzelców turnieju. 